# UDF 423
UDF 423 é o identificador Hubble Ultra Deep Field para uma galáxia espiral distante . Com uma magnitude aparente de 20, UDF 423 é uma das galáxias mais brilhantes do HUDF e também tem um dos maiores tamanhos aparentes do HUDF.

## Medições de distancia
A "distância" de uma galáxia distante depende de como ela é medida . Com um desvio para o vermelho de 1, estima-se que a luz desta galáxia levou cerca de 7,7 bilhões de anos para chegar à Terra. No entanto, uma vez que esta galáxia está se afastando da Terra, a distância atual é estimada em cerca de 10 bilhões de anos-luz de distância. No contexto, o Hubble está observando esta galáxia como ela apareceu quando o Universo tinha cerca de 5,9 bilhões de anos.